# Stage Fright (DVD de Motörhead)
Stage Fright es un DVD de la banda británica de rock and roll Motörhead publicado el 10 de enero de 2006 por la discográfica Steamhammer/SPV. Se filmó el 7 de diciembre de 2004 en la ciudad alemana Düsseldorf para celebrar el trigésimo aniversario del grupo. Eduardo Rivadavia del sitio Allmusic le dio cuatro estrellas y media de cinco, y lo elogió.

## Lista de canciones

### DVD 1: Concierto en Düsseldorf Philipshalle
1. «Dr. Rock» (Würzel, Phil Campbell, Pete Gill, Lemmy)
2. «Stay Clean» (Eddie Clarke, Lemmy, Phil Taylor)
3. «Shoot You in the Back» (Clarke, Lemmy, Taylor)
4. «Love Me Like a Reptile» (Clarke, Lemmy, Taylor)
5. «Killers» (Campbell, Mikkey Dee, Lemmy)
6. «Metropolis» (Clarke, Lemmy, Taylor)
7. «Over the Top» (Clarke, Lemmy, Taylor)
8. «No Class» (Clarke, Lemmy, Taylor)
9. «I Got Mine» (Lemmy, Brian Robertson, Taylor)
10. «In the Name of Tragedy» (Campbell, Dee, Lemmy)
11. «Dancing on Your Grave» (Lemmy, Robertson, Taylor)
12. «R.A.M.O.N.E.S» (Würzel, Campbell, Lemmy, Taylor)
13. «Sacrifice» (Würzel, Campbell, Dee, Lemmy)
14. «Just 'cos You've Got the Power» (Würzel, Campbell, Lemmy, Taylor)
15. «Going to Brazil» (Würzel, Campbell, Lemmy, Taylor)
16. «Killed by Death» (Würzel, Campbell, Pete Gill, Lemmy)
17. «Iron Fist» (Clarke, Lemmy, Taylor)
18. «Whorehouse Blues» (Campbell, Dee, Lemmy)
19. «Ace of Spades» (Clarke, Lemmy, Taylor)
20. «Overkill» (Clarke, Lemmy, Taylor)

### DVD 2: Features
1. L.A. Special
2. Fans
3. Making Of
4. Testimonials
5. We Are The Road Crew
6. Slide Show
7. The Backstage Rider
8. «Overkill» High Definition Track (DVD ROM)
9. «Life’s a Bitch» - Realtone (DVD ROM)
10. Motörhead Wallpapers (DVD ROM)
11. L.A. Slideshow (DVD ROM)
12. Discography (DVD ROM)

- Fuente:[1]

## Personal
| - Mark Abramson - dirección artística, diseño. - Michael Agel - fotografía. - Peter Brandt - ingieniería. - Steffan Chirazi - dirección creativa. - Robert John - fotografía. | - Ralph Larmann - fotografía. - Paul Miner - ingieniería, materización. - Joe Petagno - portada, diseño gráfico. - Ulrike Rudolph - producción ejecutiva. - Cameron Webb - mezcla, ingieniería. |

Fuente: